# Bisdom Görlitz
Het bisdom Görlitz (Duits: Bistum Görlitz; Latijn: Dioecesis Gorlicensis) is een rooms-katholiek bisdom wat ligt in het oosten van Duitsland, tegen de grens met Polen, in de kerkprovincie Berlijn.

## Geschiedenis
Op 28 juni 1972 werd de apostolische prefectuur Görlitz  opgericht uit gebieden van het aartsbisdom Wrocław. Op 27 juni 1994 werd het verheven tot bisdom.

## Lijst van bisschoppen van Görlitz

### Apostolisch administrator
- 28-06-1972 - 27-06-1994: Bernhard Huhn

### Bisschop
- 27-06-1994 - 24-06-2006: Rudolf Müller
- 24-04-2007 - 08-07-2010: Konrad Zdarsa
- 18-06-2011 - Heden: Wolfgang Ipolt